# Mandjelia wooroonooran
Mandjelia wooroonooran is een spinnensoort uit de familie Barychelidae. De soort komt voor in Queensland.